# Konijnenhok

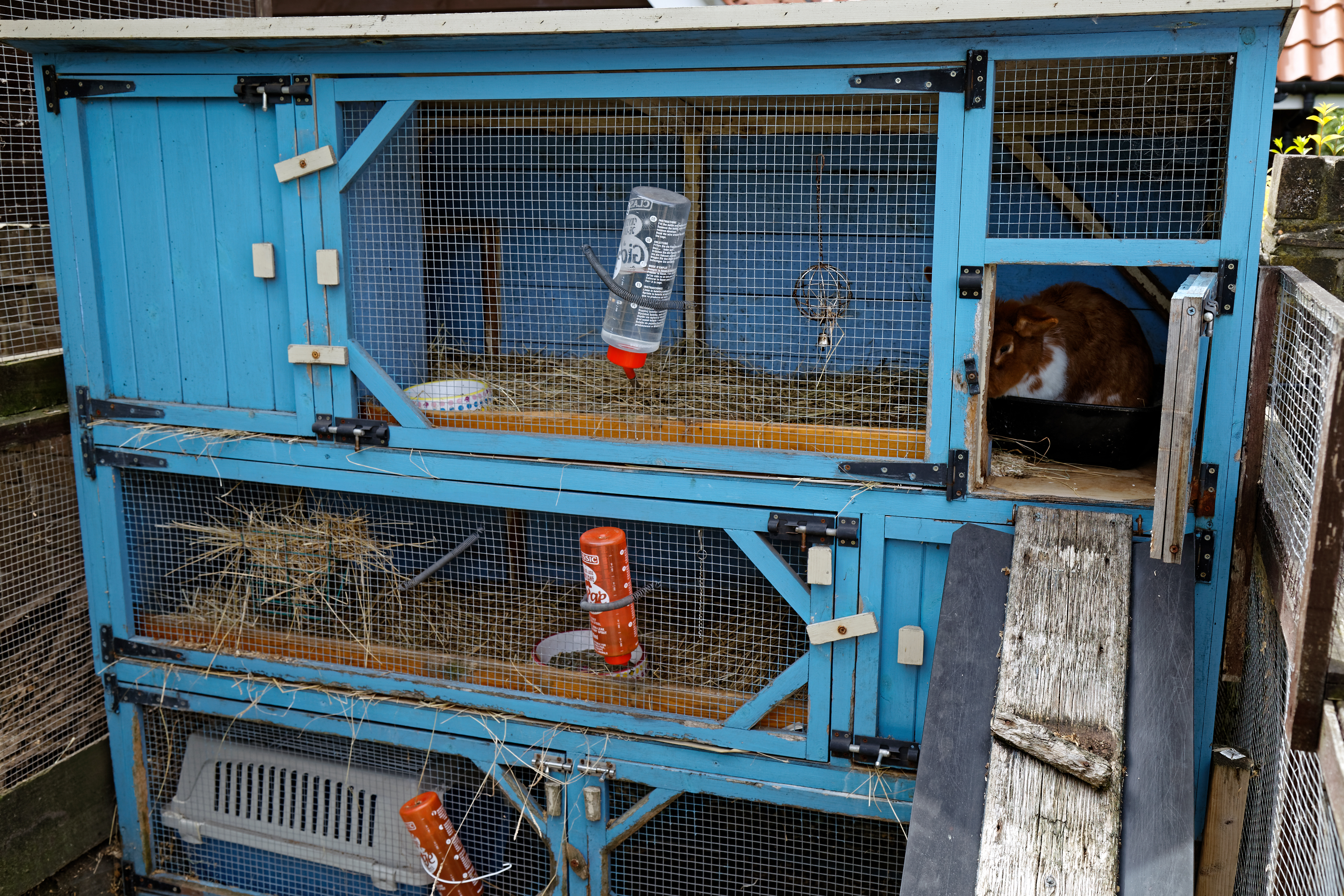
Konijnenhok in Engeland met een uitloop naar een ren

Een konijnenhok is een dierenverblijf voor tamme konijnen. 
Kant-en-klare konijnenhokken die in dierenwinkels en bouwmarkten worden verkocht zijn eigenlijk te klein om een konijn continu in te huisvesten en hebben een ren nodig om te rennen, te springen te spelen en te graven en ook om voor elkaar weg te vluchten. De Nederlands Dierenbescherming gaat uit van een minimale oppervlakte van 2 vierkante meter voor twee konijnen. Konijnen hebben graag ondergrondse graafruimte. Die graafruimte moet afgeschermd met stevig gaas, zodat het voor bunzings en marters onmogelijk is om in het hok te komen.
Konijnen zijn erg gevoelig voor hitte. Wanneer de temperatuur boven de 24 graden komt zal het konijn last van de warmte krijgen, en boven de 27 graden kan het konijn een levensbedreigende hitteslag oplopen. Het dier wordt apathisch of gaat languit slap liggen, tandvlees en ogen zijn donkerrood, de oren zeer warm, de ogen half gesloten, en de ademhaling wordt zeer snel. Het is derhalve belangrijk de huisvesting van het konijn in de zomer koel te houden en het konijn vooral niet in een hok in de volle zon te zetten.